# Certificat de spécialisation agricole
Il ne doit pas être confondu avec le futur certificat de spécialisation qui remplacera le diplôme de mention complémentaire en 2025.
Le certificat de spécialisation agricole (CS) est un titre à finalité professionnelle français délivré par le ministère de l'Agriculture et de l'Alimentation et inscrit au répertoire national des certifications professionnelles (RNCP) du ministère du Travail.

## Description
Ce titre à finalité professionnelle est délivré dans un centre de formation d'apprentis (CFA) ou un centre de formation professionnelle pour adultes (CFPA). Le certificat de spécialisation agricole (CS) peut être préparé après un CAPA, un baccalauréat ou un BTSA. 
Les diplômes qui permettent la validation du certificat de spécialisation varient entre le niveau 3 (ex-V, CAP), niveau 4 (ex-IV, Bac) et le niveau 5 (ex-III, Bac+2),. Le certificat de spécialisation peut être obtenu par la voie de l'apprentissage, de la formation continue ou de la validation des acquis de l'expérience (VAE).

## Spécialités
Le certificat de spécialisation agricole (CS) se divise en 7 domaines de spécialités :

### Métiers des agroéquipements
- Hydraulique agricole
- Responsable technico-commercial en agroéquipements
- Technicien conseil en bâtiments d'élevage et agricoles
- Tracteurs et machines agricoles : utilisation et maintenance

### Métiers de l'environnement
- Technicien cynégétique

### Métiers de la transformation alimentaire
- Automatisation dans l'industrie laitière et agroalimentaire
- Commercialisation du bétail : acheteur-estimateur
- Fromagerie internationale
- Responsable de fromagerie en fabrication traditionnelle
- Responsable technico-commercial en industries agroalimentaires : produits laitiers
- Responsable technico-commercial : produits carnés

### Métiers de la production agricole
- Agent de collecte approvisionnement
- Apiculture
- Conduite d'un élevage avicole et commercialisation des produits
- Conduite d’un élevage bovin lait
- Conduite d’un élevage bovin viande
- Conduite d’un élevage caprin
- Conduite d'un élevage de palmipèdes à foie gras et commercialisation des produits
- Conduite d'un élevage hélicicole et commercialisation des produits
- Conduite d’un élevage d’ovin viande
- Conduite d'un élevage porcin
- Conduite de productions en agriculture biologique et commercialisation
- Conduite de la production oléicole, transformation et commercialisation
- Production cidricole
- Production, transformation et commercialisation des produits fermiers
- Responsable technico-commercial : agrofournitures
- Responsable d'une unité de méthanisation agricole (créé en 2019[5])
- Technicien-conseil en agriculture biologique
- Technicien-conseil en comptabilité et gestion agricoles
- Technicien-conseil en production avicole
- Technicien-conseil en production caprine
- Technicien-conseil en production laitière
- Technicien-conseil en production laitière ovine
- Technicien-conseil en systèmes informatisés appliqués à l'agriculture

### Métiers de la vigne et du vin
- Commercialisation des vins
- Responsable technico-commercial en vins et produits dérivés, orientation commerce
- Responsable technico-commercial en vins et produits dérivés, orientation produit
- Technicien animateur qualité en entreprise viti/vinicole
- Technicien de cave

### Métiers du cheval
- Utilisation et conduite d'attelages de chevaux
- Attelage de loisirs
- Conduite de l'élevage des équidés
- Débardage à traction animale
- Éducation et travail des jeunes équidés

### Métiers de la forêt
- Pilote de machines de bûcheronnage (créé en 2019[6])

### Métiers du paysage
- Arboriste élagueur
- Arrosage intégré
- Concepteur paysagiste
- Constructions paysagères
- Jardinier de golf et entretien de sols sportifs engazonnés
- Maintenance des terrains de sports et de loisirs

### Métiers de la production horticole
- Conduite de la production de plantes à parfum, aromatiques et médicinales
- Responsable technico-commercial : fruits et légumes
- Responsable technico-commercial : horticulture ornementale

### Métiers de la restauration collective
- Restauration collective (créé en 2015[7])